# Umbrete
Umbrete ist eine Gemeinde in der Provinz Sevilla in Spanien mit 9.394 Einwohnern (Stand: 2024). Sie liegt in der Comarca El Aljarafe in Andalusien.

## Geografie
Die Gemeinde liegt im Herzen des Aljarafe und 15 Kilometer westlich von Sevilla. Umbrete grenzt an die Gemeinden Aznalcázar, Benacazón, Bollullos de la Mitación, Espartinas und Sanlúcar la Mayor.

## Geschichte
Die Siedlung geht auf die Zeit von Al-Andalus zurück, als sie ein Gehöft war. Nach der christlichen Eroberung wurde sie von Alfons X. an den Domkapitel von Sevilla gestiftet, was ihr eine enge Anbindung an Sevilla gab.

## Wirtschaft
Bis zur Mitte des 20. Jahrhunderts war Umbrete eine ausgesprochen ländliche Gemeinde, die sich der Landwirtschaft widmete, mit einer Vorherrschaft des Weinbaus und der Olivenhaine, aber in den letzten Jahrzehnten entwickelte sich der Bau- und der Dienstleistungssektor.